# Algorytmika

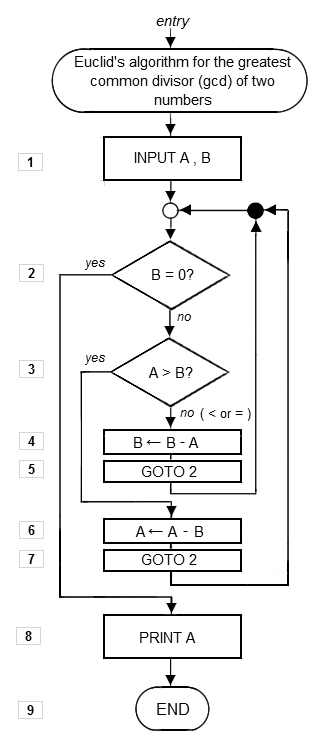
Algorytm Euklidesa zapisany za pomocą schematu blokowego

Algorytmika – dział matematyki oraz informatyki zajmujący się analizą oraz projektowaniem algorytmów. 
Algorytmika ma bardzo duży wpływ na wydajność systemów komputerowych. Z tego względu algorytmy, podobnie jak układy elektroniczne komputera, są uznawane za technologię.
Algorytmy operują na strukturach danych, stąd w literaturze często zagadnienia te są omawiane w tych samych pozycjach.